# Gooilust
Gooilust is de zuidelijkste buitenplaats in 's-Graveland. Het landgoed heeft een oppervlakte van 97 hectare en is sinds 1934 eigendom van de Vereniging Natuurmonumenten. Het ligt aan het Zuidereinde en de oostkant grenst aan het Corversbos in Hilversum.

## Geschiedenis
Op 7 juni 1634 worden 27 kavels in 's-Graveland verloot onder zes belangstellenden. Sommige belangstellenden kopen meerdere kavels, sommigen delen een kavel. De kavels zijn op de kaart genummerd van noord naar zuid. Gooilust ligt op kavel 22.
Ten oosten van deze rij landgoederen wordt in die tijd veel zand afgegraven, een klein deel wordt gebruikt om de landgoederen op te hogen, vooral waar de huizen komen, de rest wordt afgevoerd naar Amsterdam en wordt gebruikt voor de uitbreiding van de stad. Tussen de afgravingen en de landgoederen liggen de Noksloot en de 's-Gravelandsevaart om voor goede afwatering van de 's-Gravelandsepolder te zorgen.

## Bewoners
Kavel 22 gaat in 1634 naar Pieter Cornelisz. Hooft en Godert van Reede die het stuk land als belegging kopen vanwege de zandafgravingen. Hooft en zijn echtgenote Leonora Hellemans wonen op het Muiderslot, de familie Van Reede bewoont Kasteel Amerongen.
In 1657 is Jacob Bicker, heer van Engelenburg, eigenaar en heeft een boerderij, mogelijk als buitenverblijf. Vijftig jaar later wordt Mattheus de Vicq als eigenaar genoemd.
In 1726 koopt Jacob van Strijen Quirijnsz. kavel 22 en noemt de hofstede 'Rondombedrogen'. Hij verkoopt het in 1741 aan Daniel Deutz, die de naam wijzigt in Gooilust. Hij woont er tot 1762.
In 1762 wordt de doopsgezinde koopman Gijsbert Antwerpen Verbrugge van Freyhoff eigenaar van de hofstede. Hij koopt in 1771 het ernaast gelegen kavel 21 erbij van Jacob Roeter, eigenaar van Trompenburgh (kavel 20). Het is een agrarisch stuk land.
Omstreeks 1779 laat mr. Gerrit Corver Hooft, bewindhebber van de WIC en commissaris van Amsterdam, het huidige huis op Gooilust bouwen op de limietscheiding van kavel 21 en 22. Tussen 1778 en 1786 wordt er een ruime geometrische tuin omheen aangelegd. De hoofdas hiervan is de laan naar het huis. Er komt ook een mooi sterrenbos. In 1786 koopt Corver Hooft kavel 23, waarop de hofstede 'Bouwzicht' ligt, erbij.
De mode verandert en tussen 1816 en 1828 verandert tuinarchitect Jan David Zocher jr. de geometrische tuin in een park met Engelse landschapsstijl.
Tussen 1895 en 1936 krijgt Gooilust een arboretum met uitheemse planten en bomen. Eigenaar in die tijd is Louise Digna Catharina Six (1862 - 1934), die er met haar echtgenoot Frans Ernst Blaauw (1860 - 1936) woont. Blaauw was een liefhebber van exotische dieren en liet naar voorbeeld van zijn vriend Walter Rothschild (die zijn koets door zebra's liet trekken) gnoes, bizons, zebra's, lama's, struisvogels en andere exoten naar het landgoed brengen. In totaal ging het om meer dan 400 dieren en meer dan 100 soorten. Later probeerde hij zijn vrouw krankzinnig te laten verklaren om zo haar geld te krijgen. Zij was hem echter voor en verierf haar landgoed inclusief dieren in 1934 aan de Vereniging tot Behoud van Natuurmonumenten. Gooilust wordt ook daarna nog vaak het 'Bos van Blaauw' genoemd.